# Piper lippoldii
Piper lippoldii är en pepparväxtart som beskrevs av H. Saralegui. Piper lippoldii ingår i släktet Piper och familjen pepparväxter. Inga underarter finns listade i Catalogue of Life.